# 铭传乡
铭传乡，是中华人民共和国安徽省合肥市肥西县下辖的一个乡镇级行政单位。本行政区原名南分路乡，2005年有安徽省政协委员提案更名铭传乡，以纪念淮军首领、首任台湾巡抚刘铭传。2006年2月南分路乡正式更名，同时聚星乡并入该乡。

## 行政区划
铭传乡下辖以下地区：
聚星社区、井王社区、南分路村、新光村、白龙村、聚星村、杨店村、农林村、高塘村、桂树村、三河村、汤祠村、青峰村、墩塘村、建设村、鸽子笼村、启明村和楼塘村。